# Andegameryx
L'andegamerice (gen. Andegameryx) è un mammifero erbivoro estinto, appartenente agli artiodattili. Visse nel Miocene inferiore (circa 20 milioni di anni fa) e i suoi resti fossili sono stati ritrovati in Europa.

## Descrizione
La statura di questo animale non doveva essere di molto superiore a quella di un attuale mosco (Moschus moschiferus). La testa era priva di corna e dotata di una dentatura relativamente semplice, con molari a corona bassa (brachiodonte) e selenodonte, simile a quella dei tragulidi attuali.

## Classificazione
Questo animale è stato descritto per la prima volta da Leonidas Ginsburg nel 1971, sulla base di alcuni resti fossili provenienti dalla località francese di Pontigné. La specie tipo è Andegameryx andegaviensis, in seguito ritrovata in altre località francesi e spagnole. Oltre a questa specie ve ne erano altre due attribuite allo stesso genere: A. laugnacensis, leggermente più grande e dotata di una dentatura più brachiodonte, proveniente ancora dalla Francia, e A. serus, conosciuta nella località tedesca di Wintershof. Altri resti precedentemente attribuiti ad Amphitragulus aurelianensis, provenienti dalla Francia, sono stati poi riassegnati ad A. andegaviensis (Quiralte e Morales, 2011).
Andegameryx è considerato un membro primitivo dell'infraordine Pecora, che include gran parte dei ruminanti attuali. Non è chiaro a quale famiglia possa essere attribuito questo animale, ma sembra ragionevole supporre che possa essere un rappresentante ancestrale del gruppo che, in seguito, darà origine ai giraffidi (sulla base di alcune specializzazioni dentarie).